# Веселівка (Генічеський район)
Веселівка — селище в Україні, в Іванівській селищній громаді Генічеського району Херсонської області. Населення становить 186 осіб.

## Історія
Спеціалізувалося на вирощуванні тутової гусені та виготовленні сировини для шовку. Певний час, з 1980 по 1986 рік на базі села сезонно діяв районний табір праці та відпочинку для школярів Іванівського району.[джерело?]
Веселівка — батьківщина полеглого воїна-інтернаціоналіста (афганця) Фатєєва Анатолія Васильовича.[джерело?]
12 червня 2020 року, відповідно до розпорядження Кабінету Міністрів України № 713-р «Про визначення адміністративних центрів та затвердження територій територіальних громад Запорізької області», увійшло до складу Іванівської селищної громади.
17 липня 2020 року, в результаті адміністративно-територіальної реформи та ліквідації Іванівського району, село увійшло до складу Генічеського району.
Село тимчасово окуповане російськими військами 24 лютого 2022 року.

## Населення
Згідно з переписом УРСР 1989 року чисельність наявного населення селища становила 170 осіб, з яких 79 чоловіків та 91 жінка.
За переписом населення України 2001 року в селищі мешкало 186 осіб.

### Мова
Розподіл населення за рідною мовою за даними перепису 2001 року:
| Мова       | Відсоток |
| ---------- | -------- |
| українська | 78,49 %  |
| російська  | 17,74 %  |
| білоруська | 0,54 %   |
| інші       | 3,23 %   |